# Solís de Mataojo
Solís de Mataojo es una localidad uruguaya catalogada como Ciudad, por el parlamento Uruguayo en Junio del año 2024, perteneciente al departamento de Lavalleja, y es sede del municipio homónimo.

## Ubicación
La localidad debe su nombre a que se sitúa en la conjunción de los arroyos Solís Grande y Mataojo. Se encuentra ubicada en la zona sur del departamento de Lavalleja, próximo al límite con los departamentos de Canelones y Maldonado, junto a la ruta 8 en su km 80. Dista 37 km de Minas y 80 km de Montevideo.

## Historia
Su fundación obedece a un decreto gubernamental del 12 de agosto de 1874, en el antiguo paraje de Mataojo. Fue elevado a la categoría de villa por Ley 13.167 del 15 de octubre de 1963.En junio de 2024 se le otorgó la categoría de ciudad por parte del parlamento Uruguayo.

## Población
Según el censo de 2011 la localidad de Solís de Mataojo contaba con una población de 2825 habitantes.
| 2464          | 1619 | 1750 | 2052 | 2509 | 2676 | 2825 |
| (Fuente: INE) |      |      |      |      |      |      |

## Industria
En Solís de Mataojo está radicada la planta procesadora de pescado «Industrial Serrana» y el frigorífico «Solís Meat», que funcionan como las fuentes laborales más importantes para los habitantes de la zona, y que hacen que en la villa la desocupación sea del 0%. Ambas industrias exportan sus productos al exterior.

## Personas destacadas
- Eduardo Fabini, compositor y músico.
- Manuel Espínola Gómez, pintor.
- Juan Capagorry, escritor y dibujante.
- Ricardo Fierro, dibujante.